# My Heart Will Go On
My Heart Will Go On (englisch für „Mein Herz wird weiterschlagen“) ist der Filmsong des Katastrophendramas Titanic von James Cameron, gesungen von der kanadischen Pop-Sängerin Céline Dion. Das Lied erschien auf deren Album Let’s Talk About Love sowie auch auf dem Soundtrackalbum Titanic: Music from the Motion Picture. Komponiert hat es der Filmkomponist James Horner, der Text stammt von Will Jennings, Produzent war Walter Afanasieff. Mit weltweiten Nummer-eins-Platzierungen ist es bis heute die erfolgreichste Single Dions und die meistgekaufte Single des Jahres 1998.

## Hintergrund
Der Komponist des Stückes, James Horner, wünschte sich direkt die kanadische Pop-Sängerin Céline Dion für die Interpretation des Stückes My Heart Will Go On, obwohl Regisseur James Cameron noch wegen des Stückes haderte. Nachdem Horner Dion den Titel in Instrumentalfassung vorgespielt hatte, wollte sie ihn zuerst nicht singen. Doch ihr Manager, zugleich ihr Ehemann, René Angélil konnte sie schließlich dazu überreden.
Der Titel wurde zunächst auf Céline Dions aktuellem Album Let’s Talk About Love und dem Soundtrack des Films Titanic veröffentlicht, dessen Filmsong er ja schließlich war, ehe er Anfang 1998 als Single auf den Markt kam. Auf der CD war in Europa noch der Titel Because You Loved Me, ebenfalls von Céline Dion, enthalten. Auf weiteren Alben Dions wie All the Way... A Decade of Song, Au cœur du stade, A New Day... Live in Las Vegas, Complete Best, My Love: Essential Collection und Taking Chances World Tour: The Concert ist der Titel auch zu hören.

## Auszeichnungen
- Grammy Awards 1999
  - 1999: Song of the Year – „My Heart Will Go On“
  - 1999: Record of the Year – „My Heart Will Go On“
  - 1999: Best Female Pop Vocal Performance – „My Heart Will Go On“

- Weitere Preise:
  - Oscar 1998: Bester Filmsong – „My Heart Will Go On“
  - Golden Globe Awards 1998: Bester Filmsong – „My Heart Will Go On“
  - Golden Satellite Awards: Bester Filmsong – „My Heart Will Go On“
  -  Bambi 1998 – „My Heart Will Go On“ als eine der erfolgreichsten Singles der deutschen Musikgeschichte

### Chartplatzierungen
| ChartsChartplatzierungen       | Höchstplatzierung | Wochen |
| ------------------------------ | ----------------- | ------ |
| Deutschland (GfK)              | 1 (39 Wo.)        | 39     |
| Frankreich (SNEP)              | 1 (43 Wo.)        | 43     |
| Kanada (MC)                    | 1 (43 Wo.)        | 43     |
| Österreich (Ö3)                | 1 (25 Wo.)        | 25     |
| Schweiz (IFPI)                 | 1 (41 Wo.)        | 41     |
| Vereinigte Staaten (Billboard) | 1 (19 Wo.)        | 19     |
| Vereinigtes Königreich (OCC)   | 1 (22 Wo.)        | 22     |

| ChartsJahrescharts (1998)      | Platzierung |
| ------------------------------ | ----------- |
| Deutschland (GfK)              | 1           |
| Österreich (Ö3)                | 2           |
| Schweiz (IFPI)                 | 1           |
| Vereinigte Staaten (Billboard) | 13          |
| Vereinigtes Königreich (OCC)   | 2           |

### Auszeichnungen für Musikverkäufe
My Heart Will Go On wurde weltweit mit 4× Gold, 34× Platin und 1× Diamant ausgezeichnet. Damit erhielt die Single Auszeichnungen für über 10,7 Millionen verkaufte Exemplare.

| Land/Region                  | Auszeichnungen für Musikverkäufe (Land/Region, Auszeichnung, Verkäufe) | Verkäufe   |
| ---------------------------- | ---------------------------------------------------------------------- | ---------- |
| Australien (ARIA)            | 2× Platin                                                              | 140.000    |
| Belgien (BRMA)               | 3× Platin                                                              | 150.000    |
| Dänemark (IFPI)              | Platin                                                                 | 90.000     |
| Deutschland (BVMI)           | 4× Platin                                                              | 2.000.000  |
| Frankreich (SNEP)            | Diamant                                                                | 750.000    |
| Italien (FIMI)               | Gold                                                                   | 25.000     |
| Japan (RIAJ)                 | 2× Platin · + Gold (Dance-Mix) · + Platin (Mobile Downloads)           | 500.000    |
| Kanada (MC)                  | 4× Platin                                                              | 320.000    |
| Mexiko (AMPROFON)            | Gold                                                                   | 30.000     |
| Neuseeland (RMNZ)            | Platin                                                                 | 30.000     |
| Niederlande (NVPI)           | 2× Platin                                                              | 150.000    |
| Norwegen (IFPI)              | 2× Platin                                                              | 40.000     |
| Österreich (IFPI)            | Gold                                                                   | 25.000     |
| Schweden (IFPI)              | 5× Platin                                                              | 150.000    |
| Schweiz (IFPI)               | 2× Platin                                                              | 100.000    |
| Spanien (Promusicae)         | 2× Platin                                                              | 100.000    |
| Vereinigte Staaten (RIAA)    | 4× Platin                                                              | 4.000.000  |
| Vereinigtes Königreich (BPI) | 3× Platin                                                              | 2.100.000  |
| Insgesamt                    | 4× Gold · 38× Platin · 1× Diamant ·                                    | 10.710.000 |

Hauptartikel: Céline Dion/Auszeichnungen für Musikverkäufe

## Weblink
- Céline Dion – My Heart Will Go On (Official 25th Anniversary Alternate Music Video)